# Трофей Самори
Трофей Рікардо Самори (ісп. Trofeo Ricardo Zamora) — футбольна нагорода, заснована іспанської газетою Marca 1958 року. Нагорода присуджується голкіперу, що має найменший показник пропущених м'ячів у середньому за гру. Вона названа на честь легендарного іспанського воротаря Рікардо Самори. З 1987 року вирішено також вручати «Трофей Самори» голкіперам Сегунди.

## Історія
У рік створення нагороди, голкіпер, який претендує на неї, повинен був зіграти в чемпіонаті Іспанії не менше 15 матчів у поточному сезоні. 1964 року мінімальний ліміт матчів для воротарів, які претендують на приз, виріс до 22. 1983 року — до 28, при цьому в кожному з цих матчів голкіпер повинен був провести на полі не менше 60 хвилин.
Нещодавно було опубліковано список голкіперів, які могли б виграти цей приз до 1958 року. У роки, коли в іспанському чемпіонаті брало участь 10 команд, мінімальний ліміт для воротарів склав 14 матчів. У сезонах з 12 командами — 17 матчів, з 14 командами — 20 матчів. У роки, коли в чемпіонаті брало участь 16 команд, ліміт збільшили до 22 матчів, як це було в період з 1964 по 1983 роки.

## Правила
- Щоб взяти участь у боротьбі за приз, голкіпер повинен провести її не менше 28 матчів у поточному сезоні. У кожному з цих матчів він повинен перебувати на полі мінімум 60 хвилин.
- Переможцем стає голкіпер, у якого виявиться найменший коефіцієнт пропущених м'ячів в середньому за гру (аж до сотих одиниць бала). цей показник вираховується шляхом поділу всіх пропущених м'ячів у чемпіонаті на кількість проведених ним матчів (в тому числі матчів, в яких воротар зіграв менше 60 хвилин).
- Нагорода може бути вручена одразу декільком голкіперам з однаковим коефіцієнтом. У цьому випадку кожний воротар повинен отримати трофей.
- Щотижня MARCA публікує проміжну таблицю. Як тільки один або більше голкіперів відіграли мінімальні 28 матчів, нагороду починають розігрувати між ними. Трофей присуджується воротареві, що зіграв найбільшу кількість ігор і показав при цьому найменший коефіцієнт пропущених м'ячів.

## Переможці

### Прімера
| Сезон                                                                             | Гравець                                 | Національність    | Команда                    | Зіграно матчів | Пропущено м'ячів | Коефіцієнт |
| --------------------------------------------------------------------------------- | --------------------------------------- | ----------------- | -------------------------- | -------------- | ---------------- | ---------- |
| 1928-29                                                                           | Рікардо Самора                          | Іспанія           | Еспаньйол                  | 15             | 24               | 1.60       |
| 1929-30                                                                           | Грегоріо Бласко                         | Іспанія           | Атлетік Більбао            | 15             | 20               | 1.33       |
| 1930-31                                                                           | Томас Сарраонаіндіа                     | Іспанія           | Аренас                     | 14             | 27               | 1.92       |
| 1931-32                                                                           | Рікардо Самора (2)                      | Іспанія           | Реал Мадрид                | 17             | 15               | 0.88       |
| 1932-33                                                                           | Рікардо Самора (3)                      | Іспанія           | Реал Мадрид (2)            | 18             | 17               | 0.94       |
| 1933-34                                                                           | Грегоріо Бласко (2)                     | Іспанія           | Атлетік Більбао (2)        | 14             | 21               | 1.50       |
| 1934-35                                                                           | Хоакін Уркіага                          | Іспанія           | Реал Бетіс                 | 21             | 19               | 0.90       |
| 1935-36                                                                           | Грегоріо Бласко (3)                     | Іспанія           | Атлетік Більбао (3)        | 21             | 30               | 1.47       |
| В період 1936-1939 років матчі не проводилися через Громадянську війну в Іспанії. |                                         |                   |                            |                |                  |            |
| 1939-40                                                                           | Фернандо Табалес                        | Іспанія           | Атлетіко Мадрид            | 21             | 29               | 1.38       |
| 1940-41                                                                           | Хосе Марія Ечеварріа                    | Іспанія           | Атлетік Більбао (4)        | 18             | 21               | 1.16       |
| 1941-42                                                                           | Хуан Акунья                             | Іспанія           | Депортіво Ла-Корунья       | 26             | 37               | 1.42       |
| 1942-43                                                                           | Хуан Акунья (2)                         | Іспанія           | Депортіво Ла-Корунья (2)   | 25             | 31               | 1.24       |
| 1943-44                                                                           | Ігнасіо Ейсагірре                       | Іспанія           | Валенсія                   | 26             | 32               | 1.23       |
| 1944-45                                                                           | Ігнасіо Ейсагірре (2)                   | Іспанія           | Валенсія (2)               | 22             | 28               | 1.27       |
| 1945-46                                                                           | Хосе Баньйон                            | Іспанія           | Реал Мадрид (3)            | 25             | 29               | 1.16       |
| 1946-47                                                                           | Раймундо Лесама                         | Іспанія           | Атлетік Більбао (5)        | 23             | 29               | 1.26       |
| 1947-48                                                                           | Хуан Веласко                            | Іспанія           | Барселона                  | 26             | 31               | 1.19       |
| 1948-49                                                                           | Марсель Домінго                         | Франція           | Атлетіко Мадрид (2)        | 24             | 28               | 1.16       |
| 1949-50                                                                           | Хуан Акунья (3)                         | Іспанія           | Депортіво Ла-Корунья (3)   | 22             | 29               | 1.31       |
| 1950-51                                                                           | Хуан Акунья (4)                         | Іспанія           | Депортіво Ла-Корунья (4)   | 26             | 36               | 1.38       |
| 1951-52                                                                           | Антоні Рамальєтс                        | Іспанія           | Барселона (2)              | 28             | 40               | 1.42       |
| 1952-53                                                                           | Марсель Домінго (2)                     | Франція           | Еспаньйол (2)              | 27             | 34               | 1.25       |
| 1953-54                                                                           | Хуан Ігнасіо Отеро                      | Іспанія           | Депортіво Ла-Корунья (5)   | 25             | 35               | 1.40       |
| 1954-55                                                                           | Хуан Алонсо                             | Іспанія           | Реал Мадрид (4)            | 24             | 24               | 1.00       |
| 1955-56                                                                           | Антоні Рамальєтс (2)                    | Іспанія           | Барселона (3)              | 29             | 24               | 0.82       |
| 1956-57                                                                           | Антоні Рамальєтс (3)                    | Іспанія           | Барселона (4)              | 29             | 35               | 1.20       |
| 1957-58                                                                           | Грегоріо Вергель                        | Іспанія           | Валенсія (3)               | 28             | 28               | 1.00       |
| 1958-59                                                                           | Антоні Рамальєтс (4)                    | Іспанія           | Барселона (5)              | 28             | 23               | 0.82       |
| 1959-60                                                                           | Антоні Рамальєтс (5)                    | Іспанія           | Барселона (6)              | 27             | 24               | 0.88       |
| 1960-61                                                                           | Хосе Вісенте Траїн                      | Іспанія           | Реал Мадрид (5)            | 30             | 25               | 0.83       |
| 1961-62                                                                           | Хосе Аракістайн                         | Іспанія           | Реал Мадрид (6)            | 25             | 19               | 0.76       |
| 1962-63                                                                           | Хосе Вісенте Траїн (2)                  | Іспанія           | Реал Мадрид (7)            | 27             | 26               | 0.96       |
| 1963-64                                                                           | Хосе Вісенте Траїн (3)                  | Іспанія           | Реал Мадрид (8)            | 15             | 10               | 0.66       |
| 1964-65                                                                           | Антоніо Бетанкорт                       | Іспанія           | Реал Мадрид (9)            | 24             | 15               | 0.62       |
| 1965-66                                                                           | Хосе Мануель Песудо                     | Іспанія           | Барселона (7)              | 22             | 15               | 0.68       |
| 1966-67                                                                           | Антоніо Бетанкорт (2)                   | Іспанія           | Реал Мадрид (10)           | 22             | 15               | 0.68       |
| 1967-68                                                                           | Андрес Запіко Хункера                   | Іспанія           | Реал Мадрид (11)           | 22             | 19               | 0.86       |
| 1968-69                                                                           | Сальвадор Садурні                       | Іспанія           | Барселона (8)              | 30             | 18               | 0.60       |
| 1969-70                                                                           | Хосе Анхель Ірібар                      | Іспанія           | Атлетік Більбао (6)        | 30             | 20               | 0.66       |
| 1970-71                                                                           | Анхель Абелардо                         | Іспанія           | Валенсія (4)               | 30             | 19               | 0.63       |
| 1971-72                                                                           | Хуан Антоніо Деусто                     | Іспанія           | Депортіво Малага           | 28             | 17               | 0.60       |
| 1972-73                                                                           | Мігель Рейна                            | Іспанія           | Барселона (9)              | 34             | 21               | 0.66       |
| 1973-74                                                                           | Сальвадор Садурні (2)                   | Іспанія           | Барселона (10)             | 30             | 22               | 0.73       |
| 1974-75                                                                           | Сальвадор Садурні(3) Хорхе Д`алессандро | Іспанія Аргентина | Барселона(11) Саламанка(1) | 24 34          | 19 29            | 0.79 0.85  |
| 1975-76                                                                           | Мігель Анхель Гонсалес                  | Іспанія           | Реал Мадрид (12)           | 32             | 23               | 0.71       |
| 1976-77                                                                           | Мігель Рейна (2)                        | Іспанія           | Атлетіко Мадрид (3)        | 30             | 29               | 0.96       |
| 1977-78                                                                           | Педро Марія Артола                      | Іспанія           | Барселона (12)             | 28             | 23               | 0.82       |
| 1978-79                                                                           | Хосе Луїс Мансанедо                     | Іспанія           | Валенсія (5)               | 25             | 26               | 1.04       |
| 1979-80                                                                           | Луїс Арконада                           | Іспанія           | Реал Сосьєдад              | 34             | 20               | 0.58       |
| 1980-81                                                                           | Луїс Арконада (2)                       | Іспанія           | Реал Сосьєдад (2)          | 34             | 29               | 0.85       |
| 1981-82                                                                           | Луїс Арконада (3)                       | Іспанія           | Реал Сосьєдад (3)          | 34             | 33               | 0.97       |
| 1982-83                                                                           | Агустін Родрігес                        | Іспанія           | Реал Мадрид (13)           | 29             | 22               | 0.75       |
| 1983-84                                                                           | Хав'єр Уррутікоечеа                     | Іспанія           | Барселона (13)             | 33             | 26               | 0.78       |
| 1984-85                                                                           | Хуан Карлос Абланедо                    | Іспанія           | Спортінг Хіхон             | 33             | 22               | 0.66       |
| 1985-86                                                                           | Хуан Карлос Абланедо (2)                | Іспанія           | Спортінг Хіхон (2)         | 34             | 27               | 0.79       |
| 1986-87                                                                           | Андоні Субісаррета                      | Іспанія           | Барселона (14)             | 43             | 29               | 0.67       |
| 1987-88                                                                           | Франсіско Буйо                          | Іспанія           | Реал Мадрид (14)           | 35             | 23               | 0.65       |
| 1988-89                                                                           | Хосе Мануель Очоторена                  | Іспанія           | Валенсія (6)               | 37             | 25               | 0.67       |
| 1989-90                                                                           | Хуан Карлос Абланедо (3)                | Іспанія           | Спортінг Хіхон (3)         | 31             | 25               | 0.80       |
| 1990-91                                                                           | Абель Ресіно                            | Іспанія           | Атлетіко Мадрид (4)        | 33             | 17               | 0.51       |
| 1991-92                                                                           | Франсіско Буйо (2)                      | Іспанія           | Реал Мадрид (15)           | 35             | 27               | 0.77       |
| 1992-93                                                                           | Франсіско Ліаньйо                       | Іспанія           | Депортіво Ла-Корунья (6)   | 37             | 31               | 0.83       |
| 1992-93                                                                           | Сантьяго Каньїсарес                     | Іспанія           | Сельта                     | 36             | 30               | 0.83       |
| 1993-94                                                                           | Франсіско Ліаньйо (2)                   | Іспанія           | Депортіво Ла-Корунья (7)   | 38             | 18               | 0.47       |
| 1994-95                                                                           | Педро Харо                              | Іспанія           | Реал Бетіс (2)             | 38             | 25               | 0.65       |
| 1995-96                                                                           | Хосе Франсіско Моліна                   | Іспанія           | Атлетіко Мадрид (5)        | 42             | 32               | 0.76       |
| 1996-97                                                                           | Жак Сонго'о                             | Камерун           | Депортіво Ла-Корунья (8)   | 37             | 28               | 0.76       |
| 1997-98                                                                           | Антоніо Хіменес                         | Іспанія           | Еспаньйол (3)              | 37             | 31               | 0.84       |
| 1998-99                                                                           | Карлос Роа                              | Аргентина         | Мальорка                   | 35             | 29               | 0.83       |
| 1999-00                                                                           | Мартін Еррера                           | Аргентина         | Алавес                     | 38             | 37               | 0.97       |
| 2000-01                                                                           | Сантьяго Каньїсарес (2)                 | Іспанія           | Валенсія (7)               | 37             | 34               | 0.92       |
| 2001-02                                                                           | Сантьяго Каньїсарес (3)                 | Іспанія           | Валенсія (8)               | 31             | 23               | 0.74       |
| 2002-03                                                                           | Пабло Кавальєро                         | Аргентина         | Сельта (2)                 | 34             | 27               | 0.79       |
| 2003-04                                                                           | Сантьяго Каньїсарес (4)                 | Іспанія           | Валенсія (9)               | 37             | 25               | 0.68       |
| 2004-05                                                                           | Віктор Вальдес                          | Іспанія           | Барселона (15)             | 35             | 25               | 0.71       |
| 2005-06                                                                           | Хосе Мануель Пінто                      | Іспанія           | Сельта (3)                 | 36             | 28               | 0.78       |
| 2006-07                                                                           | Роберто Аббондансьєрі                   | Аргентина         | Хетафе                     | 37             | 30               | 0.81       |
| 2007-08                                                                           | Ікер Касільяс                           | Іспанія           | Реал Мадрид (16)           | 36             | 32               | 0.89       |
| 2008-09                                                                           | Віктор Вальдес (2)                      | Іспанія           | Барселона (16)             | 35             | 31               | 0.89       |
| 2009-10                                                                           | Віктор Вальдес (3)                      | Іспанія           | Барселона (17)             | 38             | 24               | 0.63       |
| 2010-11                                                                           | Віктор Вальдес (4)                      | Іспанія           | Барселона (18)             | 32             | 16               | 0.50       |
| 2011-12                                                                           | Віктор Вальдес (5)                      | Іспанія           | Барселона (19)             | 35             | 28               | 0.80       |
| 2012-13                                                                           | Тібо Куртуа                             | Бельгія           | Атлетіко Мадрид (6)        | 37             | 29               | 0.78       |
| 2013-14                                                                           | Тібо Куртуа (2)                         | Бельгія           | Атлетіко Мадрид (7)        | 37             | 24               | 0.65       |
| 2014-15                                                                           | Клаудіо Браво                           | Чилі              | Барселона (20)             | 37             | 19               | 0.51       |
| 2015-16                                                                           | Ян Облак                                | Словенія          | Атлетіко Мадрид (8)        | 38             | 18               | 0.47       |
| 2016-17                                                                           | Ян Облак (2)                            | Словенія          | Атлетіко Мадрид (9)        | 29             | 21               | 0.72       |
| 2017-18                                                                           | Ян Облак (3)                            | Словенія          | Атлетіко Мадрид (10)       | 37             | 22               | 0.59       |
| 2018-19                                                                           | Ян Облак (4)                            | Словенія          | Атлетіко Мадрид (11)       | 37             | 27               | 0.73       |
| 2019 - 20                                                                         | Тібо Куртуа(3)                          | Бельгія           | Реал Мадрид                | 34             | 20               | 0.59       |
| 2020 - 21                                                                         | Ян Облак(5)                             | Словенія          | Атлетіко Мадрид(12)        | 38             | 25               | 0.66       |
| 2021 - 22                                                                         | Яссін Буну                              | Марокко           | Севілья(1)                 | 31             | 24               | 0.77       |

#### Переможці поклубам
| Клуб                  | Гравці | Всього |
| --------------------- | ------ | ------ |
| Барселона             | 10     | 20     |
| Реал Мадрид           | 12     | 18     |
| Атлетіко Мадрид       | 9      | 14     |
| Валенсія              | 6      | 9      |
| Депортіво(Ла-Корунья) | 3      | 7      |
| Атлетік Більбао       | 4      | 6      |
| Реал Сосьєдад         | 1      | 3      |
| Спортінг(Хіхон)       | 1      | 3      |
| Сельта                | 3      | 3      |
| Еспаньйол             | 3      | 3      |
| Саламанка             | 1      | 2      |
| Реал Бетіс            | 2      | 2      |
| Аренас Клуб Гечо      | 1      | 1      |
| Алавес                | 1      | 1      |
| Хетафе                | 1      | 1      |
| Малага                | 1      | 1      |
| Мальорка              | 1      | 1      |
| Севілья               | 1      | 1      |

### Сегунда
| Сезон   | Гравець             | Національність | Команда         | Зіграно матчів | Пропущено м'ячів | Коефіцієнт |
| ------- | ------------------- | -------------- | --------------- | -------------- | ---------------- | ---------- |
| 1986-87 | Франсіско Ечеварріа | Іспанія        | Сестао Спорт    | 43             | 28               | 0.55       |
| 1987-88 | Хоакім Феррер       | Іспанія        | Фігерас         | 30             | 23               | 0.76       |
| 1988-89 | Баду Закі           | Марокко        | Мальорка        | 28             | 15               | 0.53       |
| 1989-90 | Мігель Бастон       | Іспанія        | Фігерас (2)     | 38             | 24               | 0.63       |
| 1990-91 | Франсіско Ліаньйо   | Іспанія        | Сестао (2)      | 38             | 27               | 0.71       |
| 1991-92 | Хосе Гармендіа      | Іспанія        | Ейбар           | 38             | 22               | 0.58       |
| 1992-93 | Мауро Равнич        | Югославія      | Ллейда          | 38             | 19               | 0.50       |
| 1993-94 | Антоніо Хіменес     | Іспанія        | Еспаньйол       | 38             | 25               | 0.66       |
| 1994-95 | Франсіско Леал      | Іспанія        | Меріда          | 38             | 19               | 0.50       |
| 1995-96 | Хосе Гармендіа (2)  | Іспанія        | Ейбар (2)       | 36             | 30               | 0.83       |
| 1996-97 | Еміліо Лопес        | Іспанія        | Бадахос         | 36 (37)        | 22               | 0.61       |
| 1997-98 | Франсиско Леал (2)  | Іспанія        | Алавес          | 39             | 22               | 0.56       |
| 1998-99 | Желько Чичович      | Сербія         | Лас-Пальмас     | 34             | 25               | 0.73       |
| 1999-00 | Нуну                | Португалія     | Меріда (2)      | 41             | 31               | 0.75       |
| 2000-01 | Сесар Кесада        | Іспанія        | Рекреатіво      | 38             | 23               | 0.61       |
| 2001-02 | Мануель Альмунія    | Іспанія        | Ейбар (3)       | 34 (35)        | 19               | 0.56       |
| 2002-03 | Андреас Райнке      | Німеччина      | Мурсія          | 40             | 21               | 0.53       |
| 2003-04 | Тоньйо              | Іспанія        | Рекреатіво (2)  | 28             | 19               | 0.68       |
| 2004-05 | Армандо Рівейро     | Іспанія        | Кадіс           | 40             | 26               | 0.65       |
| 2005-06 | Роберто Фернандес   | Іспанія        | Спортінг Хіхон  | 38             | 31               | 0.82       |
| 2006-07 | Альберто Лопес      | Іспанія        | Реал Вальядолід | 35             | 28               | 0.80       |
| 2007-08 | Карлос Санчес       | Іспанія        | Кастельйон      | 33             | 27               | 0.82       |
| 2008-09 | Давід Кобеньйо      | Іспанія        | Райо Вальєкано  | 40             | 35               | 0.88       |
| 2008-09 | Клаудіо Браво       | Чилі           | Реал Сосьєдад   | 32             | 28               | 0.88       |
| 2009-10 | Вісенте Гвайта      | Іспанія        | Рекреатіво (3)  | 30             | 24               | 0.80       |
| 2010-11 | Андрес Фернандес    | Іспанія        | Уеска           | 31             | 26               | 0.84       |
| 2011-12 | Хайме Хіменес       | Іспанія        | Реал Вальядолід | 40             | 36               | 0.90       |
| 2012-13 | Ману Еррера         | Іспанія        | Ельче           | 39             | 25               | 0.64       |

## Разом
| \| Трофеї \| Гравець \| \| ------ \| ------------------------------------------------------------------------------------------------------ \| \| 5 \| Антоні Рамальєтс Віктор Вальдес \| \| 4 \| Хуан Акунья Сантьяго Каньїсарес Ян Облак \| \| 3 \| Рікардо Самора Грегоріо Бласко Хосе Вісенте Траін Сальвадор Садурні Луїс Арконада Хуан Карлос Абланедо \| \| 2 \| Ігнасіо Ейсагірре Марсель Домінго Антоніо Бетанкорт Мігель Рейна Франсіско Буйо \| | |
| Трофеї | Гравець                                                                                                |
| 5 | Антоні Рамальєтс Віктор Вальдес                                                                        |
| 4 | Хуан Акунья Сантьяго Каньїсарес Ян Облак                                                               |
| 3 | Рікардо Самора Грегоріо Бласко Хосе Вісенте Траін Сальвадор Садурні Луїс Арконада Хуан Карлос Абланедо |
| 2 | Ігнасіо Ейсагірре Марсель Домінго Антоніо Бетанкорт Мігель Рейна Франсіско Буйо                        |